# Ред Лодж
Ред Лодж (на английски: Red Lodge) е град в окръг Карбън, щата Монтана, САЩ. Ред Лодж е с население от 2177 жители (2000) и обща площ от 6,7 km². Намира се на 1697 m надморска височина. ЗИП кодът му е 59068, а телефонният му код е 406.